# Brassac-les-Mines
Brassac-les-Mines es una comuna francesa situada en el departamento de Puy-de-Dôme, en la región de Auvernia-Ródano-Alpes.
Su sufijo hace referencia a las antiguas minas de carbón de la localidad.

## Demografía
| 3482 | 3685 | 3883 | 3446 | 3249 | 3373 |
| Para los censos de 1962 a 1999 la población legal corresponde a la población sin duplicidades (Fuente: INSEE [Consultar]) |      |      |      |      |      |